# Шкулепов, Алексей Пантелеевич
Алексей Пантелеевич Шкулепов (8 марта 1909, Екатеринослав — 19 января 1987, Днепропетровск) — командир 949-го штурмового авиационного полка 211-й штурмовой авиационной дивизии 3-й воздушной армии 1-го Прибалтийского фронта, полковник. Герой Советского Союза.

## Биография
Родился 8 марта 1909 года в городе Екатеринославе. Украинец. Окончил 7 классов и школу ФЗУ. Работал подручным сталевара на Днепропетровском металлургическом заводе.
В Красной Армии с 1930 года. Член ВКП(б)/КПСС с 1932 года. В 1933 году окончил Объединённую Среднеазиатскую Краснознамённую военную пехотную школу имени В. И. Ленина. Участник боёв с басмачами в составе сводного отряда курсантов. В 1935 году окончил Борисоглебскую военную авиационную школу пилотов.
Участник Великой Отечественной войны с июня 1941 года. Проходил службу в одной из авиационных частей 3-й воздушной армии Калининского фронта. Затем командовал 949-м штурмовым авиационным полком в составе 1-го Прибалтийского фронта.
Командир 949-го штурмового авиационного полка майор Алексей Шкулепов к марту 1944 года совершил 103 боевых вылета на штурмовку войск противника, умело руководил боевой деятельностью полка. В воздушных боях лично сбил 2 вражеских самолёта. Под командованием майора Шкулепова 949-й штурмовой авиационный полк участвовал в освобождении Белоруссии и Прибалтики. За успешное выполнение боевых заданий ему восемь раз объявлялась благодарность Верховного Главнокомандующего. На выполнение особо ответственных заданий полк водил сам Шкулепов. Так было в Белорусской наступательной операции, при отражении контрударов противника под Шяуляем, Елгавой и Ригой.
Указом Президиума Верховного Совета СССР от 1 июля 1944 года за образцовое выполнение боевых заданий командования и проявленные при этом мужество и героизм майору Шкулепову Алексею Пантелеевичу присвоено звание Героя Советского Союза с вручением ордена Ленина и медали «Золотая Звезда».
После войны продолжал службу в Военно-воздушных силах СССР. В 1952 году окончил Высшие офицерские лётно-тактические курсы. С 1954 года полковник А. П. Шкулепов — в запасе.
Жил в родном городе Днепропетровск. Работал на одном из заводов. Скончался 19 января 1987 года. Похоронен в Днепропетровске на Сурско-Литовском кладбище.
Награждён орденом Ленина, четырьмя орденами Красного Знамени, орденами Александра Невского, Отечественной войны 1-й и 2-й степеней, Красной Звезды, медалью «За боевые заслуги», другими медалями.